# SSK Future
SSK Future (dříve podle sponzora také x3m team SSK Future) je pražský florbalový klub, který hrál mužskou i ženskou nejvyšší soutěž. Klub vznikl v roce 1998 sloučením několika menších oddílů.
Od sezóny 2017/2018 hraje mužský tým (pod názvem SSK Future - Barrandov) Regionální ligu, tedy pátou nejvyšší soutěž.

## Historie
V sezónách 2003/2004 a 2008/2009 vybojoval mužský tým v Extralize dvě třetí místa. Oddíl byl také v ročníku 2008/2009 nejlepším mládežnickým klubem v Česku. V sezónách kdy muži hráli Extraligu, byla jejich domovskou halou Arena Sparta. Jinak působili v hale X3M Arena na Barrandově.
Pro finanční problémy nebyl ženský tým, který v sezóně 2008/2009 skončil na historicky nejlepším 6. místě, přihlášen do dalšího ročníku Extraligy. Po skončení ročníku 2009/2010 se ženské a dívčí týmy SSK Future spojily s Elite Praha.
V roce 2013 byl odsouzen předseda klubu Marek Jaroch. Po skončení probíhající sezóny 2012/2013 se mužský A tým spojil s týmem AC Sparta Praha, kterému tím umožnil setrvání v Extralize. Samotný klub pokračuje dál v existenci. Mužský tým začal znovu od nižších soutěží.

## Mužský tým

### Sezóny
| Sezóna                           | Úroveň | Soutěž             | Umístění | Poznámka                                                                                            |
| -------------------------------- | ------ | ------------------ | -------- | --------------------------------------------------------------------------------------------------- |
| 1999/2000                        | 2      | 2. liga            | 3.       | [ 13 ]                                                                                              |
| 2000/2001                        | 2      | 2. liga            | 2.       | Postup do vyšší ligy                                                                                |
| 2001/2002                        | 1      | 1. liga            | 7.       | Vypadnutí ve čtvrtfinále play-off proti Torpedo Pegres Havířov                                      |
| 2002/2003                        | 1      | 1. liga            | 6.       | Vypadnutí ve čtvrtfinále play-off proti Torpedo Pegres Havířov                                      |
| 2003/2004                        | 1      | 1. liga            | 3.       | Výhra v zápase o 3. místo proti 1. SC SSK Vítkovice                                                 |
| 2004/2005                        | 1      | 1. liga            | 8.       | Vypadnutí ve čtvrtfinále play-off proti Tatran Techtex Střešovice                                   |
| 2005/2006                        | 1      | Fortuna extraliga  | 4.       | Vypadnutí v semifinále play-off proti Tatran Techtex Střešovice                                     |
| 2006/2007                        | 1      | Fortuna extraliga  | 5.       | Vypadnutí ve čtvrtfinále play-off proti FBK Sokol Mladá Boleslav                                    |
| 2007/2008                        | 1      | Fortuna extraliga  | 4.       | Vypadnutí v semifinále play-off proti Tatran Střešovice                                             |
| 2008/2009                        | 1      | Fortuna extraliga  | 3.       | Vypadnutí v semifinále play-off proti Tatran Střešovice                                             |
| 2009/2010                        | 1      | Fortuna extraliga  | 6.       | Vypadnutí ve čtvrtfinále play-off proti BILLY BOY FBK Sokol Ml. Boleslav                            |
| 2010/2011                        | 1      | Fortuna extraliga  | 6.       | Vypadnutí ve čtvrtfinále play-off proti Tatran Omlux Střešovice                                     |
| 2011/2012                        | 1      | Fortuna extraliga  | 10.      | Výhra v 1. kole play-down proti FBC Liberec                                                         |
| 2012/2013                        | 1      | AutoCont extraliga | 5.       | Vypadnutí ve čtvrtfinále play-off proti Tatran Omlux Střešovice – Spojení A týmu s AC Sparta Praha. |
| Tým dál hraje regionální soutěže |        |                    |          | |

### Známí hráči
- Jakub Gruber (2011–2013)
- Miroslav Hanzlík (2001–2002)
- Jiří Jandáček (2002–2003)
- Jan Natov (2008–2011)
- David Rytych (2004–2009)
- Daniel Šebek (2005–2010)
- Jan Zahalka (2002–2005)

### Známí trenéři
- Jan Zahalka (?–2009)
- Jan Pazdera (2011–2012)

## Ženský tým

### Sezóny
| Sezóna    | Úroveň | Soutěž    | Umístění | Poznámka                                                                            |
| --------- | ------ | --------- | -------- | ----------------------------------------------------------------------------------- |
| 1999/2000 | 2      | 2. liga   |          | [ 24 ]                                                                              |
| 2000/2001 | 2      | 2. liga   |          | Postup do vyšší ligy                                                                |
| 2001/2002 | 1      | 1. liga   | 10.      | Sestup do nižší ligy                                                                |
| 2002/2003 | 2      | 2. liga   |          | [ 27 ]                                                                              |
| 2003/2004 | 2      | 2. liga   |          | [ 28 ]                                                                              |
| 2004/2005 | 2      | 2. liga   |          | Dodatečný postup do vyšší soutěže jako náhrada za odhlášený tým USK Slávie Ústí n/L |
| 2005/2006 | 1      | 1. liga   | 9.       | Vítězství v baráži o udržení                                                        |
| 2006/2007 | 1      | Extraliga | 8.       | 2. místo v bojích o udržení                                                         |
| 2007/2008 | 1      | Extraliga | 7.       | Výhra v 1. kole play-down proti FBC Pepino Ostrava                                  |
| 2008/2009 | 1      | Extraliga | 6.       | Udržení v lize – Tým nebyl přihlášen do dalšího ročníku                             |

### Známé hráčky
- Martina Čapková (2008–2009)

## Známí odchovanci
- Denisa Billá